# District de Đô Lương
Đô Lương est un district de la province de Nghệ An dans la côte centrale du Nord au Viêt Nam. 

## Géographie
La superficie du district est de 354 km2. 
Le chef-lieu du district est Đô Lương.